# Begonia montis-elephantis
Espèce
Statut de conservation UICN

 CR B2ab(iii) : 
En danger critique
Begonia montis-elephantis est une espèce de plantes de la famille des Begoniaceae.
L'espèce fait partie de la section Scutobegonia.
Elle a été décrite en 2002 par Jan Jacobus Friedrich Egmond de Wilde (1932-…).
Son épithète spécifique montis-elephantis fait référence au mont Éléphant (ou mont des Éléphants) près de Kribi, seul lieu où l'espèce a été observée. 

## Répartition géographique
Cette espèce est originaire du pays suivant : Cameroun.